# Aleksej Kustovski
Kustovski Aleksej je ukrajinski karikaturista.

## Biografija
Rođen je 1971. godine u Kijevu, Ukrajina. Diplomirao na Nacionalnom Poljoprivrednom Univerzitetu 1993. godine na predmetu specijalnost agronomija.
Od 2004. godine se zaposlio u ukrajinskom časopisu ”Holos Ukraina”.
Osvojio je 136 nagrada i priznanja na najvećim nacionalnim i internacionalnim konkursima karikature.
Živi i stvara u Kijevu.

## Nagrade i priznanja
- 2003-Gold Prize/LM International Cartoon Exhibition-China
- 2005-Award of the City of Pitesti,Romania/13 International Antiwar Cartoon Contest ”Kragujevac 2005”Serbia
- 2008-First Prize/Nature Man Cartoon Contest”Drought-Water”-Turkey
- 2010-Gold Prize/3 rd Molla Nasreddin 2010””International Cartoon Contest-Azerbaijan.
- 2012-First Prize-Cartoon/39 Salao International de Humor de Piracicaba-Brazil.
- 2013-Grand Prize/18 International Cartoon Contest ”Golden Keg 2013”Presov-Slovakia
- 2014-7-77-Prize/20 st International 7-77 Cartoon Competition Ankara-Turkey
- 2015-First Prize /12 st International Tabriz Cartoon Festival Tabri